# LGBT權利運動家
LGBT權利運動家是指奉獻己力，推動LGBT權利改革的人。他們或投身政治、參與立法工作，或以出版、投書、輿論等方式宣揚LGBT理念，為LGBT爭取平等權利。

## 澳大利亞
- 鮑伯·布朗（1944年－）（ ）：澳洲綠黨創黨成員，也是澳洲首位公開男同志身分的參議員[1]，長期致力於環保和同志法律改革。[2]

## 加拿大
- 苗錫誠（1955年－）（ ）：加拿大國會下議院議員。[3]

## 中華民國（台灣）
- 何春蕤（1951年－）：中央大學性／別研究室召集人，台灣婦女運動先驅之一。[4]
- 賴正哲（1966年－）（ ）：晶晶書庫合夥人之一，參與「廢刑235行動聯盟」。[5][6]
- 張惠妹（1972年－）：華語流行歌手，台北同志遊行首位及第八屆彩虹大使；由她所演唱的〈彩虹〉成為台灣同志遊行主題曲[7][8]。2013年自費為多元成家立法草案議題舉辦「愛是唯一」免費音樂會。[9]
- 張娟芬（1970年－）：人權、同志權利作家，著有《愛的自由式》、《姊妹戲牆》等書。[10]
- 祁家威：台灣第一位公開出櫃的男同性戀者，長期致力爭取臺灣婚姻平權，是2017年臺灣同性婚姻釋憲案的聲請人。

## 中華人民共和國
- 李婷婷[11]
- 李银河（1952年－）：中國社會學家，中國當代作家王小波之妻。她曾兩度向兩會提出同性婚姻的立法提案。[12]
- 崔子恩[13]

## 德國
- 伏爾克·貝克（1960年－）（ ）：德國綠黨政治家和國會議員，大力推動同性婚姻等同志權利，被尊為「德國民事結合法案之父」。[14]
- 马格努斯·赫希菲尔德（1868年－1935年）（ ）：德國内科医生和性学家，后人称为“性爱恩斯坦”。创办了世界上第一个“科学人道主义委员会”组织，为同性恋者争取权利，使德国在法律上废除了反同性恋法和对男性同性恋者的监禁。[15]
- 卡尔·亨利希·乌尔利克斯（1825年－1895年）（ ）：德國法律工作者，是近代欧洲第一个公开自己的同性恋倾向并著书为同性恋辩护并主张同性恋非罪化的人。[16]

## 英國
- 傑里米·邊沁（1748年－1832年）：19世紀法學家、哲學家和法律與社會改革家。[17]
- 伊恩·麥克連（1939年－）（ ）：著名演員，英國石牆組織發言人。[18]
- 彼得·塔契爾（1952年）：政治家、人權運動和同志運動家。[18][19][20]

## 美國
- 艾倫·狄珍妮（1958年－）（ ）：美國演員、節目主持人，曾質問、批評約翰·麥肯和莎拉·裴林等反對同性婚姻的政治人物。[21][22]
- 女神卡卡（1986年－）（ ）：流行音樂創作歌手，自認為雙性戀；她和軍人法律辯護網合作，鼓勵她的同代人挺身對抗1993年頒布的「不問，不說」政策。[23]
- 哈維·米爾克（1930年－1978年）（ ）：美國政壇首位公開同性戀身分的政治家，曾任舊金山市監督委員。他在1978年（與當時的市長喬治·莫斯科尼）被丹·懷特射殺身亡。[20]
- 葛文·紐森（1967年－）：舊金山市長、異性戀者。紐森曾在2004年2月指示舊金山市府團隊為同性戀者簽署結婚證，批准同性婚姻；此舉後被加州高等法院因屬越權行為判決無效，但隨後也裁定加州禁止同性婚姻的法律違反了美國憲法。[24]
- 达斯汀·兰斯·布雷克（1974年－）（ ）：美國編劇、導演、電視和電影製作人以及美国平等权利基金会创始人。[25]
- 法兰·卓雪（1957年－）：美国女演员，是一个直言不讳的医疗保健、倡导者和同性恋权利活动家。[26]
- 辛蒂·罗波（1953年－）：美國女歌手和演员，True Colors慈善基金创办人，促进LGBT社区成员平等。[27]
- 麦当娜（1958年－）：美国女歌手、演员、企业家、人权和公民权利活动家，公开支持同性恋权利。[28]
- 珍妮·杰克逊（1966年－）：美国女歌手和演员。[29]

## 古巴
- 玛丽拉·卡斯特罗（1952年－）：古巴国家性教育中心主任和LGBT权利运动家。[30]